# Jan Jonker Afrikaner
Jan Jonker Afrikaner, |Haramumab of |Hoa-|arab (rond 1823 - Tsaobis, 10 augustus 1889) was de zesde en laatste kaptyn van de Oorlam Afrikaners.

## Biografie
Jan Jonker was de zoon van kaptyn Jonker Afrikaner en werd opgeleid door de Rijnlandse missionarissen Carl Hugo Hahn en Franz Heinrich Kleinschmidt. Hij volgde zijn broer Christiaan Afrikaner op nadat deze op 15 juni 1863 sneuvelde in de strijd tegen de Zweedse ondernemer Charles John Andersson. Jan Jonker organiseerde een alliantie van verschillende Orlamstammen tegen Anderssons leger, bestaande uit Hererostammen en de Swartboois uit Rehoboth. De alliantie ontkwam de veldslag, maar wist de Swartboois tijdens hun terugkeer naar Rehoboth te verslaan. Andersson richtte zich op handel in plaats van oorlog en liet de Orlam Afrikaners tot zijn dood in 1867 met rust.
Van 1865 tot 1867 was de Oorlamcoalitie in oorlog met een coalitie van Namastammen. De oorlog eindigde onbeslist en een vredesconferentie in 1870 verzwakte de positie van Jan Jonker voorgoed.
In januari 1879 vroeg Jan Jonker een Brits protectoraat aan, maar werd afgewezen. In augustus 1880 brak een nieuwe oorlog uit tussen Jan Jonker en de Herero. Hij werd gedwongen te vluchten naar de Auasbergen, waar hij een aanval van de Herero en een muiterij van zijn eigen volgelingen wist af te slaan. In 1886 accepteerde hij een Duits protectoraat. 
Niet lang daarna kwam hij in oorlog met de Witbooistam. In 1889 werd hij doodgeschoten door zijn eigen zoon Phanuel, die naar de Witboois was overgelopen.